# Шпола (станція)
Залізни́чна ста́нція «Шпо́ла» — проміжна залізнична станція . Розташована в місті Шпола Черкаської області між станцією Сигнаївка (10 км) та колійним постом Прудянка (10 км).

## Історія
Станцію було відкрито 23 листопада 1876 року у складі Фастівської залізниці, зараз підпорядковується Шевченківській дирекції Одеської залізниці. До 1891 року була кінцевою на гілці від станції Цвіткове, 1891 року відкрите продовження залізниці до Христинівки.

## Сполучення
На станції зупиняється дві пари приміських поїздів Черкаси — Христинівка — Умань та 1 швидкий поїзд Харків — Умань.
Раніше зупинявся поїзд Черкаси — Львів і Маріуполь — Львів.